# NGC 4337
NGC 4337 (другие обозначения — OCL 878, ESO 131-SC2) — рассеянное скопление в созвездии Южный Крест.
Этот объект входит в число перечисленных в оригинальной редакции «Нового общего каталога».
Является старым рассеянным скоплением, содержащим группу красных гигантов.